# ヴァレイ・オブ・ザ・ダムド
『ヴァレイ・オブ・ザ・ダムド』（Valley Of The Damned）は、2000年に発表したドラゴンハート（バンド名変更前）及び2003年5月に発売されたドラゴンフォースのアルバム、及び楽曲の名称である。また、2010年1月にはデラックスエディションが発売された。
本記事ではこれら3つのアルバムを説明する。

## 収録曲

### DEMO版
ドラゴンフォース結成時（当時はドラゴンハート名義）に発表したアルバム。当時のMP3.comで爆発的なダウンロード数を記録した。
1. Valley Of The Damned - 7:02
2. Revelations          - 7:01
3. Starfire             - 5:47
4. Black Winter Night   - 6:23
5. Disciples of Babylon - 7:06

### ファーストアルバム
2003年に発売されたアルバム。既にこの段階でバンド名を現在のドラゴンフォースに変更している。
1. Invocation Of Apocalyptic Evil - 0:13
2. Valley Of The Damned           - 7:12
3. Black Fire                     - 5:46
4. Black Winter Night             - 6:30
5. Starfire                       - 5:53
6. Disciples Of Babylon           - 7:16
7. Revelations                    - 6:52
8. Evening Star                   - 6:38
9. Heart Of A Dragon              - 5:22
10. Where Dragons Rule             - 5:49 ※日本語盤のみのボーナストラック

### デラックスエディション
2010年1月20日に発売されたアルバム。2003年に発売されたファーストアルバムのリマスター・リミックス盤である。ライブ映像などが収録されたDVDが付属。
CD
1. Invocation Of Apocalyptic Evil - 0:13
2. Valley Of The Damned           - 7:12
3. Black Fire                     - 5:46
4. Black Winter Night             - 6:30
5. Starfire                       - 5:53
6. Disciples Of Babylon           - 7:16
7. Revelations                    - 6:52
8. Evening Star                   - 6:38
9. Heart Of A Dragon              - 5:22
10. Where Dragons Rule             - 5:49
11. Evening Star (Demo)　※
12. Heart Of A Dragon (Demo)　※

※日本盤ボーナストラック
DVD
- “ヴァレイ・オブ・ザ・ダムド” － ライヴ（2004年大阪）　※
- バックステージ・ドキュメンタリー　※
- インタビュー
- レコーディング・ドキュメンタリー　※
- リミックス・ドキュメンタリー　※

※メンバーによるコメンタリー付別ヴァージョン収録
※BLACK FIREのギターソロにおいて、テクノスジャパンにて発売されていたゲーム、ダブルドラゴンのテーマソングを弾いている。